# Дераз-Лат-е-Бала
Дераз-Лат-е-Бала (перс. درازلات بالا) — село в Ірані, у дегестані Рахімабад, у бахші Рахімабад, шагрестані Рудсар остану Ґілян. За даними перепису 2006 року, його населення становило 161 особу, що проживали у складі 37 сімей.

## Клімат
Середня річна температура становить 14,50 °C, середня максимальна – 28,41 °C, а середня мінімальна – 0,55 °C. Середня річна кількість опадів – 968 мм.
| Клімат поселення                              | Клімат поселення | Клімат поселення | Клімат поселення | Клімат поселення | Клімат поселення | Клімат поселення | Клімат поселення | Клімат поселення | Клімат поселення | Клімат поселення | Клімат поселення | Клімат поселення | Клімат поселення |
| Показник                                      | Січ.             | Лют.             | Бер.             | Квіт.            | Трав.            | Черв.            | Лип.             | Серп.            | Вер.             | Жовт.            | Лист.            | Груд.            |                  |
| Середній максимум, °C                         | 11,71            | 11,52            | 12,78            | 17,63            | 21,63            | 26,73            | 28,41            | 28,26            | 24,09            | 20,82            | 16,62            | 12,43            |                  |
| Середня температура, °C                       | 6,21             | 6,03             | 7,28             | 12,13            | 16,15            | 21,24            | 24,13            | 23,98            | 19,80            | 16,54            | 12,34            | 8,14             |                  |
| Середній мінімум, °C                          | 0,71             | 0,55             | 1,80             | 6,64             | 10,66            | 15,74            | 19,86            | 19,70            | 15,52            | 12,26            | 8,07             | 3,87             |                  |
| Норма опадів, мм                              | 82               | 74               | 81               | 49               | 47               | 34               | 30               | 47               | 108              | 177              | 131              | 108              |                  |
| Середньомісячна швидкість вітру, м/с          | 2.28             | 2.44             | 2.52             | 2.44             | 2.32             | 2.19             | 2.42             | 2.19             | 2.01             | 2.10             | 2.09             | 2.14             |                  |
| Середньомісячна сонячна радіація, кДж/м²·день | 7313             | 9316             | 11389            | 15433            | 19210            | 20634            | 21503            | 18376            | 14896            | 10915            | 8867             | 6936             |                  |
| --------------------------------------------- | ---------------- | ---------------- | ---------------- | ---------------- | ---------------- | ---------------- | ---------------- | ---------------- | ---------------- | ---------------- | ---------------- | ---------------- | ---------------- |
| Джерело:                                      |                  |                  |                  |                  |                  |                  |                  |                  |                  |                  |                  |                  |                  |